# Astragalus triradiatus
Astragalus triradiatus är en ärtväxtart som beskrevs av Aleksandr Andrejevitj Bunge. Astragalus triradiatus ingår i släktet vedlar, och familjen ärtväxter. Inga underarter finns listade i Catalogue of Life.